# Endrefalva
Endrefalva es un pueblo ubicado en el condado de Nógrád, Hungría.

## Superficie
Posee una superficie de 13,23 kilómetros cuadrados.

## Demografía
Hasta 2021 la población era de 1135 habitantes, con una densidad de población de 85,78 habitantes por kilómetro cuadrado.